# مرکم
مرکم (به لاتین: Merkem) یک منطقهٔ مسکونی در بلژیک است که در اوتولست واقع شده‌است. مرکم ۲۶٫۴۲ کیلومتر مربع مساحت و ۲٬۲۴۵ نفر جمعیت دارد.